# Château-Ville-Vieille
Château-Ville-Vieille település Franciaországban, Hautes-Alpes megyében. Lakosainak száma 300 fő (2022. január 1.). Château-Ville-Vieille Aiguilles, Arvieux, Ceillac, Cervières, Guillestre és Molines-en-Queyras községekkel határos.

## Népesség
A település népességének változása:
| Lakosok száma | 304  | 268  | 271  | 309  | 339  | 338  | 345  | 319  | 306  | 300  |
|               | 1968 | 1982 | 1990 | 2006 | 2013 | 2015 | 2017 | 2019 | 2020 | 2022 |